# Atak na ambasadę Wielkiej Brytanii w Dublinie
Atak na ambasadę Wielkiej Brytanii w Dublinie – atak dokonany 2 lutego 1972 roku na ambasadę Wielkiej Brytanii w Dublinie, stolicy Irlandii. W jego wyniku doszło do spalenia budynku brytyjskiej placówki dyplomatycznej położonej przy Merrion Square 39. Atak miał miejsce podczas demonstracji dziesiątek tysięcy protestujących, oburzonych masakrą z 30 stycznia w Derry/Londonderry w Irlandii Północnej, znaną jako krwawa niedziela. Wówczas Pułk Spadochronowy British Army zastrzelił 14 nieuzbrojonych katolickich cywilów podczas demonstracji na rzecz praw obywatelskich.

## Chronologia wydarzeń

### 30 stycznia 1972

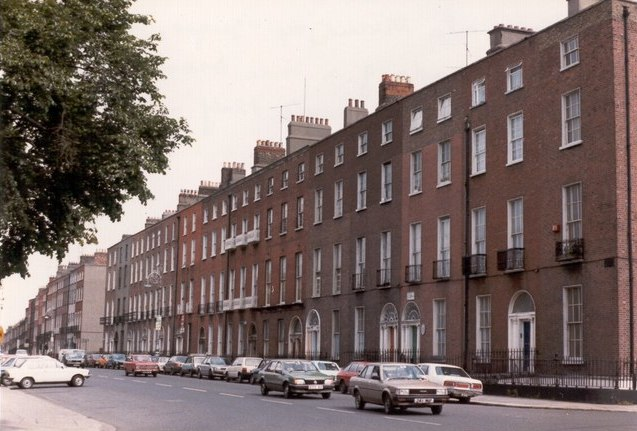
Merrion Square, 1985 rok

Protest przeciwko internowaniu bez procesu w czasie konfliktu w Irlandii Północnej, zorganizowany przez Northern Ireland Civil Rights Association 30 stycznia 1972 roku w Derry/Londonderry, zakończył się masakrą dokonaną przez członków pierwszego batalionu Pułku Spadochronowego British Army, w której zginęło 14 osób, a 16 zostało rannych.
Wieczorem odbyła się rozmowa telefoniczna między premierami Edwardem Heathem i Jackiem Lynchem. Podczas napiętej rozmowy brytyjski premier Heath nie wyraził szoku ani przerażenia tym, co się wydarzyło, i powiedział Lynchowi, że IRA „z pewnością interweniowała” podczas marszu, a organizatorzy demonstracji ponoszą „ciężką odpowiedzialność” za to, co się wydarzyło. Wskutek masakry Irlandia tymczasowo wezwała do kraju ambasadora w Wielkiej Brytanii, Donala O'Sullivana.
Po rozmowie Lynch zwrócił się do irlandzkiej opinii publicznej w telewizji krajowej, mówiąc:

Rząd jest przekonany, że brytyjscy żołnierze bezmyślnie strzelali wczoraj do nieuzbrojonych cywilów w Derry i że wszelkie zaprzeczanie temu trwa oraz zwiększa prowokacje oferowane przez obecną politykę brytyjską zarówno wobec mniejszości w Irlandii Północnej, jak i wobec nas tutaj [w Irlandii].

### 31 stycznia 1972
W poniedziałek 31 stycznia w całej Irlandii rozpoczęły się gwałtowne protesty, w tym strajki w niektórych miejscach pracy i bojkoty brytyjskich usług na lotnisku oraz w porcie w Dublinie.
Tego samego dnia brytyjski minister spraw wewnętrznych, Reginald Maudling, złożył oświadczenie w Izbie Gmin:

Duża liczba awanturników odmówiła spełnienia instrukcji organizatorów marszu i zaatakowała armię kamieniami, butelkami, prętami stalowymi i kanistrami gazu CS. Armia odpowiedziała na ten atak tylko dwoma armatkami wodnymi, gazem CS i gumowymi kulami. Dowódca poinformował ponadto, że gdy armia ruszyła, aby dokonać aresztowań wśród awanturników, zostali oni ostrzelani z bloku mieszkalnego i innych mieszkań. Na tym etapie członkowie uporządkowanego, choć nielegalnego, marszu nie znajdowali się już w pobliżu. Armia odpowiedziała na ogień skierowany w ich stronę celnymi strzałami i zadała szereg strat tym, którzy atakowali ich bronią palną i bombami.

### 1 lutego 1972
Rano premier Heath przemawiał w Izbie Gmin na temat warunków dochodzenia w sprawie krwawej niedzieli kierowanego przez lorda najwyższego sędziego Anglii i Walii Johna Widgery'ego. Początkowo premier stwierdził, że „nie chce teraz komentować wydarzeń z ostatniej niedzieli”, ale później dodał: „Siły bezpieczeństwa podlegają bardzo surowym rozkazom. Oczywiście obowiązkiem Rządu Jej Królewskiej Mości, a w szczególności ministra obrony, jest dopilnowanie, aby rozkazy te były właściwe i wykonywane”.

### 2 lutego 1972

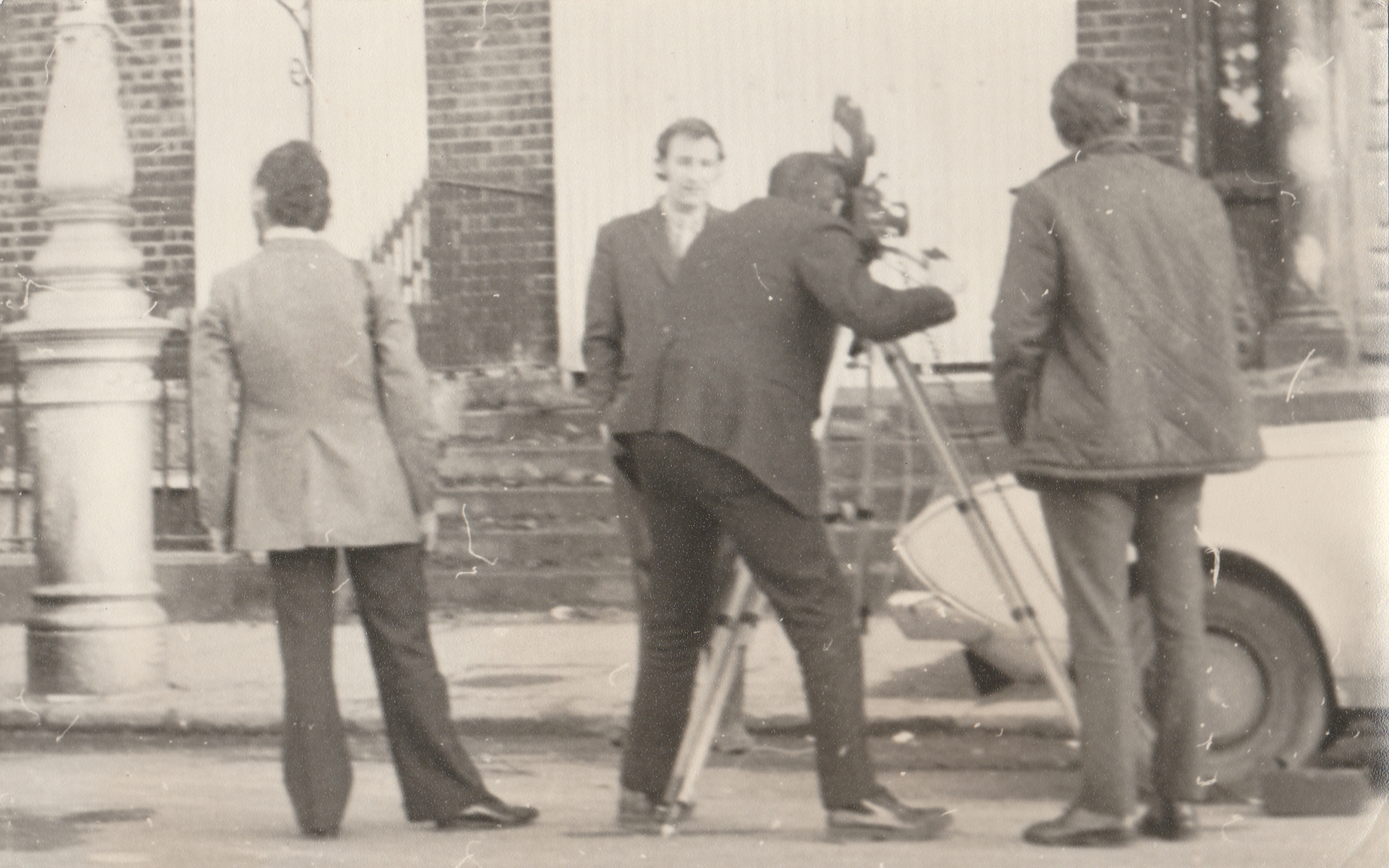
Dziennikarze przygotowujący reportaż następnego dnia po pożarze ambasady

2 lutego po południu, w dniu pogrzebu 11 z 13 ofiar śmiertelnych krwawej niedzieli, odbył się duży marsz protestacyjny w centrum Dublina, po którym nastąpił przemarsz w kierunku pobliskiego budynku ambasady brytyjskiej. Wówczas korespondent Raidió Teilifís Éireann Tom McCaughren oszacował, że w zamkniętej przestrzeni tuż przed budynkiem zgromadziło się od ośmiu do dziesięciu tysięcy osób. Szacunki liczebności wcześniejszej części marszu wahają się od 20 000 do 100 000 osób. Tłum na ulicy i w pobliżu obiektu utrudniał interwencję sił bezpieczeństwa, a później straży pożarnej. Protestujący nieśli czarne żałobne flagi, flagi Irlandii i plakaty potępiające brytyjski rząd. W trakcie przemarszu niesione też cczarne trumny z napisami „Krwawa niedziela” (ang. Bloody Sunday) i „13”, od ówczesnej liczby ofiar ataku, i ustawiano je przy drzwiach kancelarii ambasady brytyjskiej.
Garda Síochána w liczbie 200 funkcjonariuszy początkowo próbowała trzymać protestujących z dala od kancelarii, ale okazało się to niemożliwe, ze względu na przewagę liczebną i determinację demonstrantów. Prasa donosiła o 30 osobach rannych, gdy policja próbowała odepchnąć tłum.
Pracownicy ambasady zostali ewakuowani po południu. Około godziny 16:00 niektórzy demonstranci zaczęli rzucać koktajlami Mołotowa, co nie wywołało jednak pożaru. W końcu trójka mężczyzn wspięła się na sąsiedni budynek, a następnie na górne piętro kancelarii, podpalając je. Pożar wewnątrz ambasady rozpoczął się o godzinie 19:00. Dublińska straż pożarna ze względu na tłumy blokujące dojazd nie mogła dotrzeć na miejsce, a budynek został zniszczony.
Zdaniem McCaughrena policja pozwoliła na kontynuowanie demonstracji jako „wyrazu gniewu”. Ówczesny członek PIRA, a następnie burmistrz Dublina Christy Burke, stwierdził, że tłum zdecydował się na atak na brytyjską ambasadę jako na „symbol brytyjskiej monarchii, establishmentu i państwa”.
W trakcie zamieszek po krwawej niedzieli zniszczono również oddział brytyjskiej firmy ubezpieczeniowej w Dún Laoghaire. Zaatakowano także klub Królewskich Sił Powietrznych oraz kilka sklepów należących do Brytyjczyków.

## Skutki
W 1973 roku budynek został kupiony przez spółkę Electricity Supply Board, która następnie go odrestaurowała. W 2019 roku domy o numerach 39-43 wystawiono na sprzedaż.